# Buzura subocularia
Buzura subocularia là một loài bướm đêm trong họ Geometridae.